# Бобан Николов
Бобан Николов (Штип, 28. јул 1994) је северномакедонски фудбалер цинцарског порекла који тренутно наступа за Кишварду. Игра на позицији везног играча.

## Успеси
ФК Вардар
- Прва лига Северне Македоније (2) : 2015/16,[5] 2016/17.[6]
- Суперкуп Северне Македоније  (1) : 2015.[7]

ФК Фехервар
- Прва лига Мађарске (1) : 2017/18.[8]
- Куп Мађарске (1) : 2018/19.[9]

ФК Шериф Тираспољ
- Суперлига Молдавије (1) : 2021/22.[10]
- Куп Молдавије  (1) : 2021/22.[11]